# Eufèmia (emperadriu)
Eufèmia, en llatí Euphemia, nascuda amb el nom de Lupicina, va ser emperadriu consort de l'Imperi Romà d'Orient, per estar casada amb Justí I, el fundador de la dinastia justiniana.
Se sap molt poca cosa de la vida d'aquesta emperadriu, i les informacions que es tenen provenen de la Història Arcana o Història secreta, que va escriure Procopi, una col·lecció d'anècdotes, sovint llicencioses i altres vegades absurdes, que constitueixen una crònica escandalosa de la cort imperial. Eufèmia podria haver estat una esclava, i el nom, Lupicina, potser voldria dir que era prostituta, però aquestes opinions de Procopi s'han de prendre amb precaució. Justí i Eufèmia es van casar sota l'emperador Anastasi I.
Procopi diu que Eufèmia no es va preocupar pels afers polítics, però una font religiosa, la Crònica d'Edessa, de l'any 540, diu que gràcies a l'emperadriu, Justí es va preocupar per acostar l'imperi a les directrius de l'església. Tot i els seus orígens, Procopi diu que era bàrbara, rústica i estrangera, complia les normes morals de l'època, i per això a la Història secreta no la menysprea en cap moment.
Es va oposar al casament del seu nebot Justinià I, el successor designat per Justí, amb Teodora, que havia estat actriu de pantomimes i a la que menyspreava. Segons Teòfil, un monjo contemporani d'Eufèmia, l'emperadriu hauria consultat un vident que va dir: "Teodora és el daemon de Justinià i de l'Imperi". D'aquí s'ha pensat que Eufèmia estava en contra de Teodora no pel seu passat llibertí sinó per les seves accions futures.
La mort d'Eufèmia, cap a l'any 523 o 524, va solucionar el problema, i Justí va signar una llei que autoritzava a les dones que havien exercit determinades professions, especialment les actrius, es poguessin casar amb persones d'una classe social diferent. L'emperadriu va ser enterrada a Constantinoble.